# Bergstadt Bad Grund (Harz)
Die Bergstadt Bad Grund (Harz) ist mit 2281 Einwohnern (Stand: 31. Dezember 2021) der größte und namensgebende Ortsteil der Gemeinde Bad Grund (Harz) im niedersächsischen Landkreis Göttingen. Zur Abgrenzung vom Namen der jetzigen Einheitsgemeinde und früheren Samtgemeinde Bad Grund (Harz) führt sie den Namenszusatz „Bergstadt“. Die Ortschaft ist nicht der Verwaltungssitz der Gemeinde; dieser befindet sich im Ortsteil Windhausen. Die Bergstadt Bad Grund ist das einzige Moorbad im Harz und Kurort mit Heilstollen-Therapie für Atemwegserkrankungen.

## Geographie

### Lage
Die Bergstadt liegt im Naturpark Harz an der Bundesstraße B 242. Wenige Meter vor dieser Straße befindet sich der Hübichenstein, nordöstlich dieser Straße der Iberg.

### Ortsgliederung
- Bergstadt Bad Grund (Harz)
- Laubhütte (Kleinsiedlung)
- Taubenborn (Kleinsiedlung)

## Geschichte

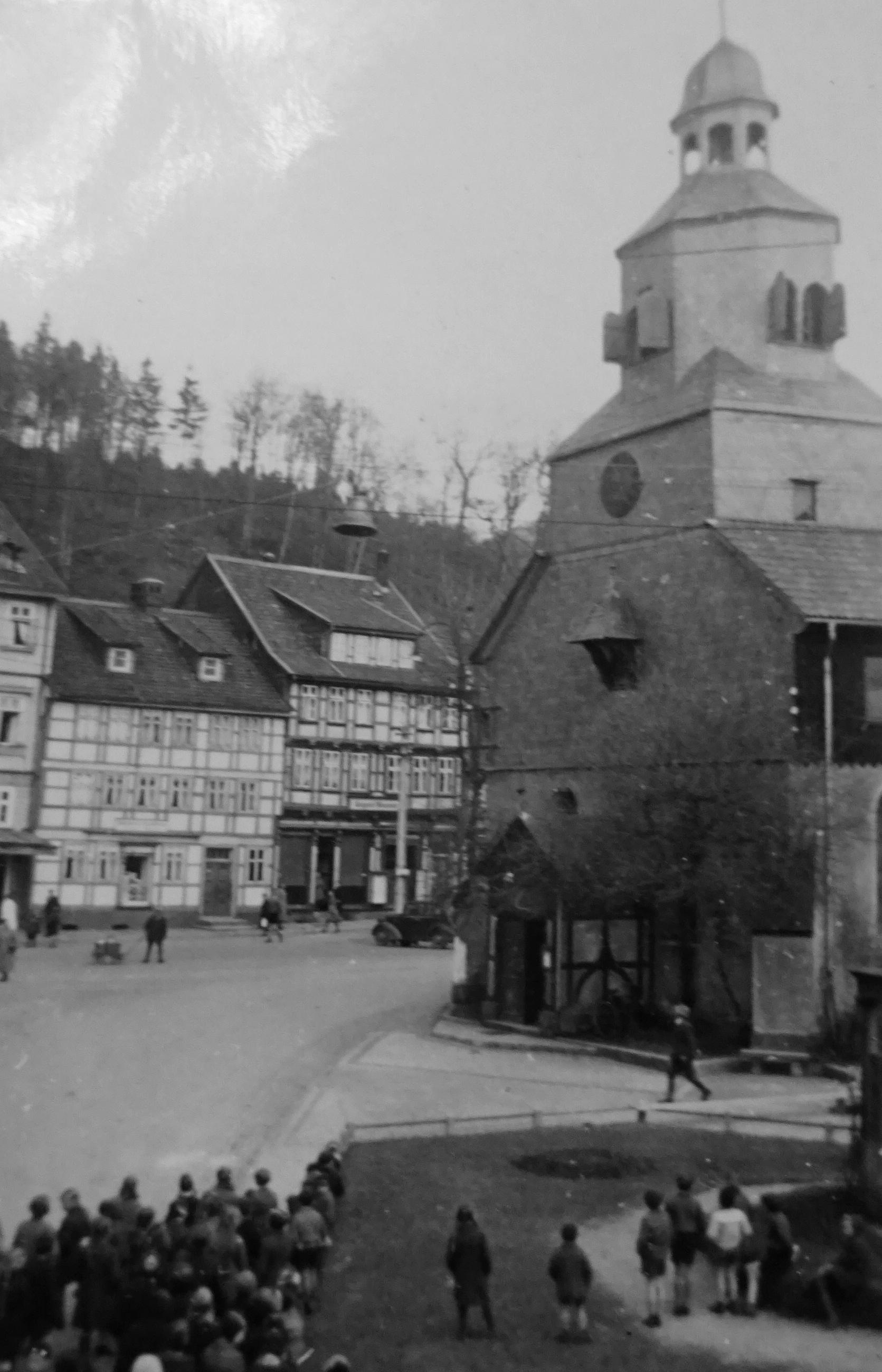
Zentrum von Bad Grund um 1950

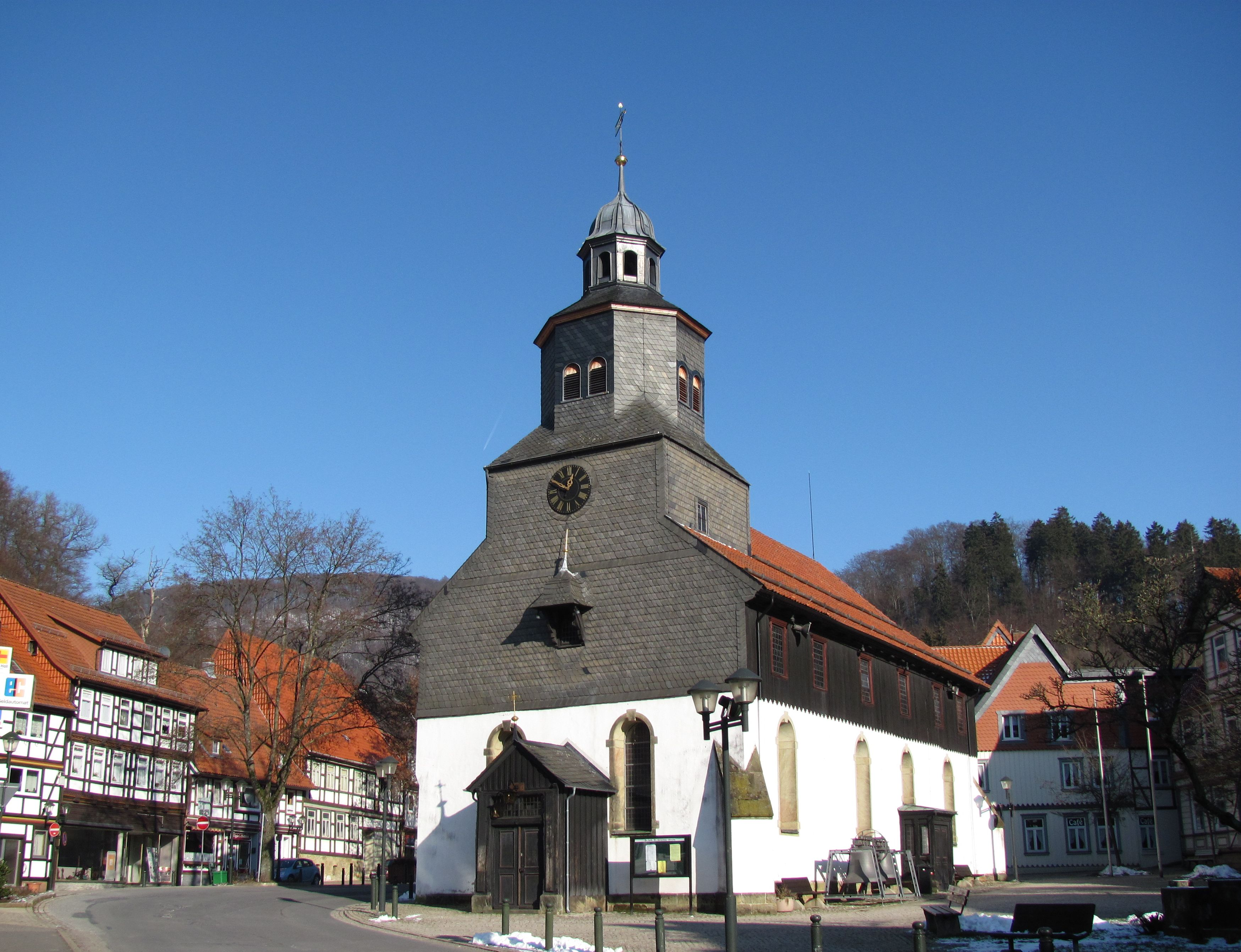
Sankt-Antonius-Kirche am Markt

Die heutige Ortschaft Bergstadt Bad Grund (Harz) ist die älteste der sieben Oberharzer Bergstädte. Die Stadt wurde 1317 erstmals urkundlich als Forstort erwähnt. Um 1450 hatte sich die Siedlung bereits zum Berg- und Hüttenort des Erzbergbaus entwickelt. Herzog Heinrich der Jüngere verlieh dem Ort 1524 die Bergfreiheit. Das gewonnene Erz wurde in anderen Orten, wie Gittelde, Laubhütte und Teichhütte geschmolzen. 1572 zählte Grund 366 Einwohner. Im 18. Jahrhundert wurde der Tiefe Georg-Stollen vorgetrieben. Im 19. Jahrhundert ging die Bedeutung des Harzer Eisenerzbergbaus zurück, bedingt durch das bessere und preisgünstigere rheinische Eisen. Der Eisenerzbergbau kam auf diese Weise 1885 völlig zum Erliegen. Einen Ausweg fand der Ort durch die Gruben Bergwerkswohlfahrt und Hilfe Gottes, in denen silberhaltiger Bleiglanz, Zinkblende, Kupferkies und Schwerspat gefunden wurde. Das geförderte Erz wurde in Bad Grund aufbereitet und zur Verhüttung u. a. nach Nordenham gebracht. Durch diesen Abbau konnten höhere Erträge erzielt werden als vormals mit dem Eisenerz. Daneben konnte sich Bad Grund als einziges Moorbad des Harzes günstig entwickeln.
1854 gab Wilhelm Trenkner gemeinsam mit Georg Schulze die Bilder und Skizzen aus dem Harze heraus, den ersten Reiseführer über Grund.
Mitte des 19. Jahrhunderts wurde der Ort zum Kurort und erhielt 1906 die offizielle Bezeichnung Bad.
Das Erzbergwerk Grund der Preussag war als letzte der Westharzer Gruben noch bis 1992 in Betrieb.
2009 wurde die Heilstollen-Therapie für Atemwegserkrankungen staatlich anerkannt. Patienten mit Asthma bronchiale, Pollenasthma, Heuschnupfen, Neurodermitis, obstruktiver Lungenkrankheit, chronischer Nasennebenhöhlenentzündung, Durchschlaf- und psychischer Störungen bei intrinsischem Asthma werden erfolgreich im Heilstollen behandelt.

### Ortsname
→ Zum Ursprung des Ortsnamens siehe auch: Bad Grund (Harz) – Ortsname
Bad Grund bzw. Grund hat seine Ursprünge im Bergbau am oberhalb der Siedlung liegenden Iberg. Die Siedlung entwickelte sich unten, „im Grunde“, wo für eine Besiedlung wesentlich bessere Bedingungen wie Wasser und fruchtbarer Boden vorhanden waren. Norddeutsch bedeutet grund „eine Niederung zwischen Bergen“, „ein kleines Tal“.

### Eingemeindungen
Mit Auflösung der Samtgemeinde Bad Grund (Harz) am 1. März 2013 wurde die Bergstadt Bad Grund (Harz) ein Ortsteil der neugegründeten Einheitsgemeinde Bad Grund (Harz).

### Einwohnerentwicklung
| Jahr | Einwohner | Quelle |
| ---- | --------- | ------ |
| 1765 | 1157      | [ 9 ]  |
| 1794 | 780       |        |
| 1813 | 876       | [ 10 ] |
| 1823 | 960       | [ 11 ] |
| 1830 | 1162      | [ 12 ] |
| 1852 | 1536      | [ 13 ] |
| 1861 | 1445      | [ 14 ] |
| 1871 | 1560      | [ 15 ] |
| 1895 | 2051      | [ 15 ] |
| 1910 | 2234      | [ 16 ] |
| 1925 | 2219      | [ 17 ] |
| 1933 | 2418      | [ 17 ] |
| 1939 | 2610      | [ 17 ] |
| 1950 | 4300      | [ 18 ] |
| 1956 | 4162      | [ 18 ] |
| 1973 | 3804      | [ 19 ] |
| 1975 | 03579 ¹   | [ 20 ] |
| 1980 | 03248 ¹   | [ 20 ] |

| Jahr | Einwohner | Quelle |
| ---- | --------- | ------ |
| 1985 | 3081 ¹    | [ 20 ] |
| 1990 | 3175 ¹    | [ 20 ] |
| 1995 | 3108 ¹    | [ 20 ] |
| 2000 | 2665 ¹    | [ 20 ] |
| 2005 | 2527 ¹    | [ 20 ] |
| 2010 | 2346 ¹    | [ 20 ] |
| 2012 | 2400 ¹    | [ 1 ]  |
| 2013 | 2398 ¹    | [ 21 ] |
| 2021 | 2281 ¹    | [ 2 ]  |

¹ jeweils zum 31. Dezember
|  |

## Politik

### Ortsrat
Der Ortsteil Bergstadt Bad Grund besitzt einen Ortsrat, der sich aus fünf Ratsfrauen und Ratsherren zusammensetzt.
- SPD: 4 Sitze (±0)
- CDU: 1 Sitz (±0)

(Stand: Kommunalwahl am 12. September 2021, Veränderungen zu 2016)

### Ortsbürgermeister
Holger Diener ist seit dem 3. September 2019 der Ortsbürgermeister der Bergstadt Bad Grund. Holger Diener, zuvor stellvertretender Ortsbürgermeister, übernimmt den Posten zunächst bis zum Ende der laufenden Wahlperiode (2021). Er folgt auf Manfred von Daak, der im Juli verstorben war.
Sein Stellvertreter ist Florian Albrecht. Beide gehören der SPD an.

### Wappen
Die Farben des historischen Kommunalwappens sind unklar.
Das obere offizielle Wappen wird von der schwarz-grün-gelben Flagge abgeleitet, aber es verstößt gegen die heraldische Farbregel.
Die untere Wappenvariante von Klemens Stadler und Otto Hupp zeigt einen rotbewehrten Löwen und im unteren Schildteil Silber statt Grün sowie goldene Stiele der Werkzeuge.

#### Offizielles Wappen
| Wappen von Bergstadt Bad Grund | Blasonierung: „Geteilt von Schwarz und Grün; oben ein wachsender goldener Löwe, unten schräg gekreuzt ein schwarzer Schlägel und ein schwarzes Eisen; als Schildhalter ein von vorn gesehener, stehender goldener Löwe, der den Schild vor sich hält und dessen herschauender Kopf den Schild überragt.“ |
| Wappen von Bergstadt Bad Grund | Wappenbegründung: Klemens Stadler meint hierzu in seinem Buch: „Anlass zur Siegelführung gab die Verleihung der Bergfreiheit 1532 für die Gründung des Herzogs Heinrich der Jüngere von Braunschweig-Wolfenbüttel. Schon das 1535 bezeugte erste Siegel weist das heutige Wappen auf. Der von den Hinterbeinen ab sichtbare Löwe ist eine Minderung des welfischen. Die Geräte beziehen sich auf den Bergbau, der früher allein die wirtschaftliche Grundlage bildete. Seit 1855 ist die „Stadt“ Heilbad.“ |

#### Wappenvariante
| Wappen von Bergstadt Bad Grund | Blasonierung: „Geteilt von Schwarz und Silber; oben ein wachsender, rot-bewehrter goldener Löwe, unten schräg gekreuzt ein schwarzer Schlägel und ein schwarzes Eisen mit goldenen Stielen; als Schildhalter ein von vorn gesehener, stehender rotbewehrter goldener Löwe, der den Schild vor sich hält und dessen herschauender Kopf den Schild überragt.“ |
| Wappen von Bergstadt Bad Grund | |

### Flagge
| Flagge | 00Hissflagge: „Die Flagge ist schwarz-grün-gelb quergestreift.“ |

## Persönlichkeiten

### Söhne und Töchter des Ortsteils
- Konrad Julius Hieronymus Tuckermann (1765–1831), Jurist und Bürgermeister von Göttingen

### Personen, die mit dem Ortsteil in Verbindung stehen
- Georg Andreas Steltzner (1725–1802), Bergbeamter, besondere Verdienste erwarb er sich beim Bau des Tiefen Georg-Stollens zwischen Clausthal und der Bergstadt Grund, den er von 1777 bis zu seiner Pensionierung 1797 leitete
- Johann Christoph Röder (1729–1813), Bergmeister, er plante im Jahre 1765 eine Wasserkunst für die Grunder Bergwerke
- Georg Friedrich Witte (1799–1865), Stadtsyndikus und Appellationsgerichtsrat, verstarb in Grund
- Carl Bauer (1909–1999), Architekt, Bauhaus-Schüler und Bau-Sachverständiger, er arbeitete als örtlicher Vermesser der entworfenen Bergarbeiter-Siedlung Bad Grund